# حجل الأجم
حجل الأجم (الاسم العلمي: Galloperdix)، جنس طيور من فصيلة التدرجية. أنواعه ثلاثة، يقتصر وجودها على شبه القارة الهندية.